# Nephrotoma hunanensis
Nephrotoma hunanensis är en tvåvingeart som beskrevs av Yang 1991. Nephrotoma hunanensis ingår i släktet Nephrotoma och familjen storharkrankar. Inga underarter finns listade i Catalogue of Life.